# Einklassenschule

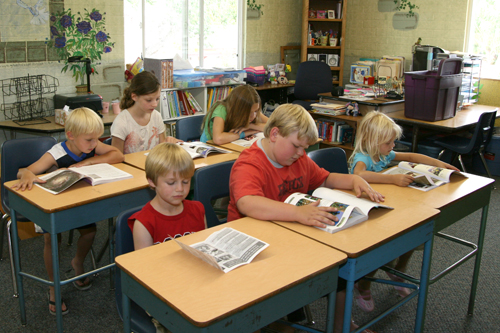
Einklassenschule in den Vereinigten Staaten

Die Einklassenschule, auch als Zwergschule, in der Schweiz als Gesamtschule bezeichnet, ist eine Schulform im ländlichen Raum. 
Einklassenschulen umfassen bzw. umfassten je nach Schulsystem fünf bis acht Jahrgangsklassen der Volksschule. Alle Kinder werden von nur einer Lehrperson in zumeist einem, bei besserer Ausstattung auch zwei Räumen unterrichtet.
Neben Einklassenschulen gibt es auch Mehrklassenschulen, in denen beispielsweise je zwei oder je drei Jahrgangsklassen gemeinsam unterrichtet werden.

## Deutschland

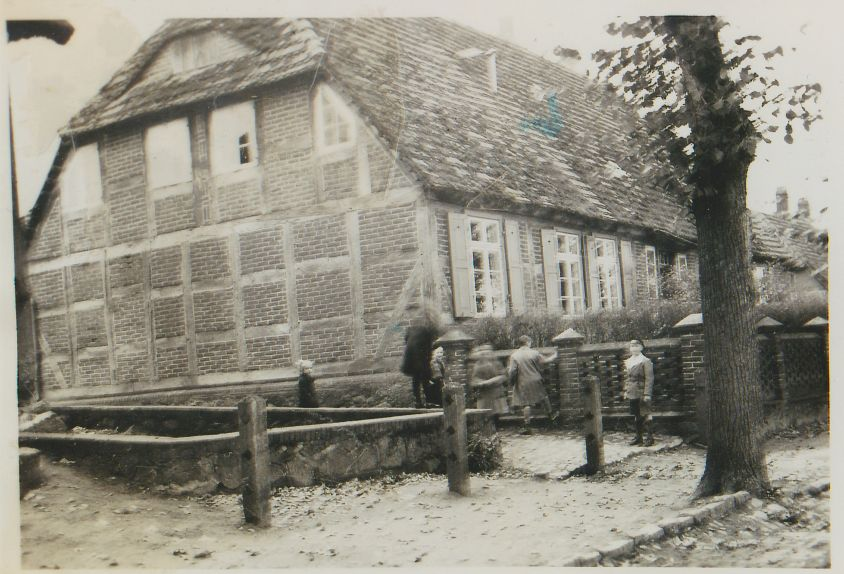
Dorfschule in Dobbertin (1925)

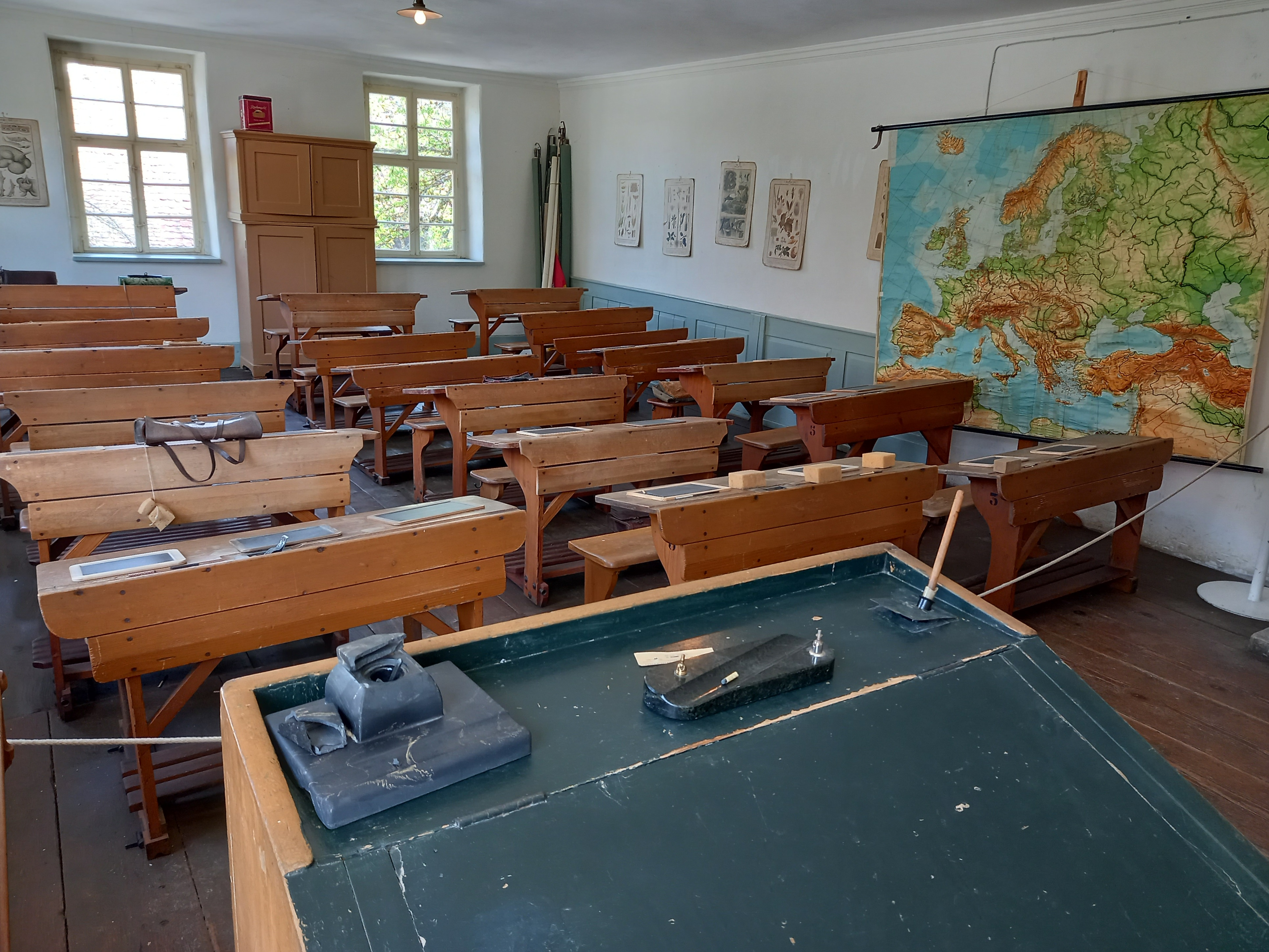
Klassenzimmer aus der ersten Hälfte des 20. Jahrhunderts (Freilichtmuseum Neuhausen ob Eck, Baden-Württemberg)

Die Einklassenschule war in Deutschland bis in die 1960er Jahre als wohnortnahe Dorfschule eine gängige Schulform im ländlichen Raum. Im 18. Jahrhundert gab es auf den Dörfern Wanderschulen, das heißt: Jede Woche zog man in die beheizte Wohnstube eines anderen Häuslers. Bänke und Tische wurden notdürftig ausgestellt. Heute gibt es infolge der Konzentration auf zentrale Schulstandorte nur noch vereinzelt Einklassenschulen, beispielsweise auf den nordfriesischen Halligen Hooge, Langeneß, Gröde und Nordstrandischmoor. Grund für die Beibehaltung der Einklassenschulen ist vor allem der aufgrund der geographischen Gegebenheiten kaum mögliche Transport der Schüler zu einer größeren zentralen Schule. Die damalige nordrhein-westfälische Schulministerin Sylvia Löhrmann kündigte 2011 ein neues Grundschulkonzept an, wonach Städte Zwergschulen behalten durften. Grund hierfür war vor allem die aufgrund der demographischen Entwicklung stark gesunkene Schülerzahl, die die Schließung vieler Grundschulen durch die Unterschreitung der vorgeschriebenen Mindestschülerzahl nötig gemacht hätte.

## Schweiz
In der Schweiz waren die Gesamtschulen in kleinen Gemeinden verbreitet, sind heute aber selten geworden. Der Klassenunterricht wird in der Gesamtschule in den Hauptfächern nach Jahrgangsgruppen geführt, während ein Jahrgang direkten Unterricht hat, sind die anderen mit Stillarbeit beschäftigt. Die Zusammenlegung von abgelegenen Gesamtschulen aus demografischen oder finanziellen Gründen in der Schweiz wurden in den Filmen Sternenberg und Die Kinder vom Napf thematisiert und dokumentiert.

## Frankreich
Der mit mehreren Preisen ausgezeichnete Dokumentarfilm von Nicolas Philibert Etre et avoir („Sein und Haben“) aus dem Jahr 2002 zeigt den Unterricht in einer Einklassenschule in der Auvergne während eines Schuljahres.

## Pädagogik
Diese wenig gegliederte Schule erforderte ein hohes Maß an pädagogischem Können und orientierte sich vielfach an den Ideen der Reformpädagogik. Vielfältige Formen der inneren Differenzierung des Unterrichts waren unabdingbar. Gleichzeitig bot die Schulform aber die Möglichkeit, Themenstellungen auch klassen- und fächerübergreifend nach einem Wochenplan zu erarbeiten und damit ein soziales Umfeld zu schaffen, bei dem ältere und jüngere Schüler in ein gedeihliches und organisches soziales Handlungsfeld eingebunden waren. Frontalunterricht war in der Einklassenschule die Ausnahme. Vielmehr standen Stillarbeit, Eigenständigkeit und Eigentätigkeit, vielfältige Übungen und Wiederholungen, Handlungsorientierung und lebendiges gemeinsames Lernen im Mittelpunkt der Schularbeit, orientiert an der Lebenswelt und den Interessen der Kinder. Die Fächer spielten keine dominante Rolle, weil Lerninhalte in Form des „Gesamtunterrichts“ angeboten, ganzheitlich-erlebnisbezogen vermittelt und, wo möglich, selbsttätig erarbeitet wurden.
Vielfältige Arbeitsmittel, in der damaligen Zeit zumeist vom Lehrer mit einfachsten Materialien selbst hergestellt, ermöglichten individuelles Lernen nach eigenem Lerntempo. So war es durchaus denkbar, dass beispielsweise ein Schüler der Klasse 6 mit schlechten Leistungen in Mathematik bei den Schülern der Klasse 4 mitarbeitete und ebenso umgekehrt. Auch lernschwache Kinder waren nicht ausgegrenzt, sondern in die „Schulgemeinschaft“ eingebunden. 
Andererseits sollte diese Schulform im historischen Rückblick auch nicht idealisiert werden, da insbesondere vor dem Zweiten Weltkrieg durch die allgemeine Tendenz der damaligen Pädagogik etwa Prügelstrafe oder übertriebene Disziplin zum Alltag in den meist sehr großen Klassen gehörten. In der unmittelbaren Nachkriegszeit war diese Schulform zudem vielfach durch die Zerstörung von Schulgebäuden und den Mangel an Lehrkräften erzwungen und keineswegs ein angestrebtes Ideal. Aufgrund dieser Nachteile wurde die weitgehende Abschaffung der Einklassenschulen in den 1950er Jahren als Fortschritt gesehen.

## Verankerung
Das Schulleben war eingebettet in die Dorfgemeinschaft, in Feste und Feiern des Jahreskreises, der Kirche und der Vereine. Im Zuge der Veränderungen in den Jahren um 1970 (Wissenschaftsorientierung, Curricula, Kritik an der volkstümlichen Bildung, veränderte Lebenswelt, Fachlehrerausbildung u. a.) wurden die kleinen Schulen nach und nach zu größeren Einheiten (Schulzentren) mit Jahrgangsklassen zusammengelegt.